# Jorge Maqueda
Jorge Maqueda Peño (* 6. Februar 1988 in Toledo) ist ein spanischer Handballspieler, der auf der Spielposition rechter Rückraum eingesetzt wird.

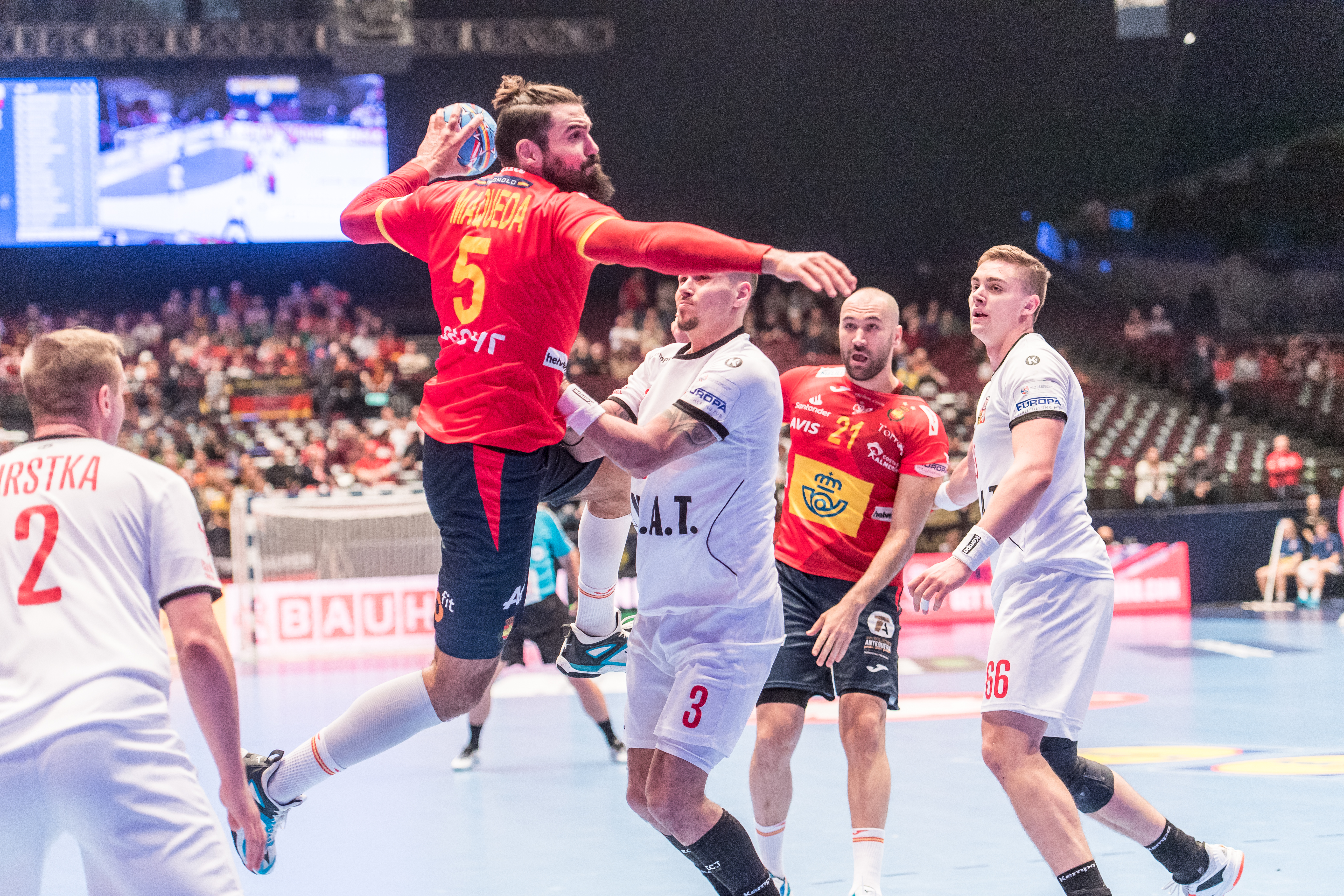
Jorge Maqueda bei der Europameisterschaft 2020

## Vereinskarriere

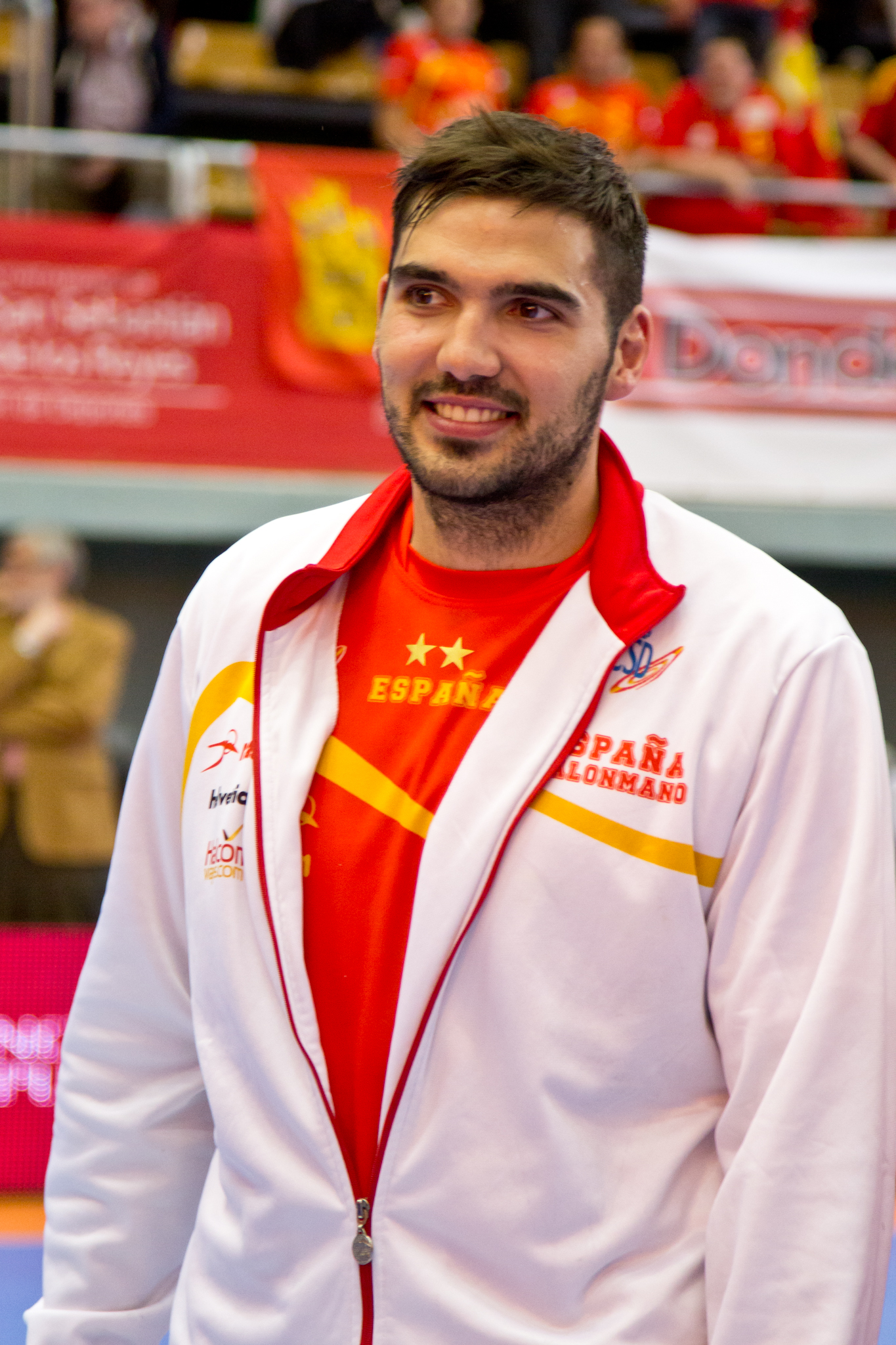
Jorge Maqueda (2013)

Der 1,95 Meter große und 102 Kilogramm schwere rechte Rückraumspieler spielte von 2007 bis 2009 beim FC Barcelona und von 2009 bis 2012 bei BM Aragón. Mit Barcelona spielte er in der EHF Champions League (2005/06, 2006/07), mit Aragón im EHF-Pokal (2009/10).
Er stand ab der Saison 2012/13 in Frankreich bei HBC Nantes unter Vertrag; mit Nantes spielte er auch im EHF Europa Pokal (2012/13).
Ab der Saison 2015/16 stand er beim nordmazedonischen Verein RK Vardar Skopje unter Vertrag. Mit Vardar gewann er 2016 und 2017 den nordmazedonischen Pokal, 2016 und 2017 die Meisterschaft sowie 2017 die EHF Champions League.
Im Sommer 2018 schloss er sich dem ungarischen Verein Pick Szeged an. Mit Szeged gewann er 2019 den ungarischen Pokal. Im Sommer 2020 wechselte Maqueda zum Ligakonkurrenten KC Veszprém. Mit Veszprém gewann er 2021 und 2022 den ungarischen Pokal sowie 2021 die SEHA-Liga.
Im Sommer 2022 kehrte er zum HBC Nantes zurück. In der Saison 2022/23 gewann er den Trophée des Champions sowie in den Spielzeiten 2022/23 und 2023/24 die Coupe de France.
Zur Saison 2024/25 wechselte er nach Polen zu KS Kielce. Mit Kielce gewann er 2025 den polnischen Pokal.

## Auswahlmannschaften
Maqueda stand seit 2005 im Aufgebot spanischer Auswahlmannschaften.
Er debütierte mit der Jugendnationalauswahl seines Landes am 23. März 2005 gegen die Auswahl Portugals. Mit dieser Mannschaft nahm er an der U-18-Europameisterschaft Männer 2006 (5. Platz) und an der U-19-Weltmeisterschaft 2007 (7. Platz) teil. Bis August 2007 lief er in 47 Länderspielen für die Jugendauswahl auf und warf dabei insgesamt 222 Tore.
Ab April 2007 wurde er für die Juniorennationalmannschaft aufgestellt. Er spielte bei der U-21-Weltmeisterschaft 2007 (5. Platz), der U-20-Europameisterschaft 2008 (5. Platz) und bei der U-21-Weltmeisterschaft 2009 (8. Platz). In seinen 47 Spielen für das Juniorenteam warf er insgesamt 165 Tore; sein letztes Spiel für diese Auswahl bestritt er im August 2009.

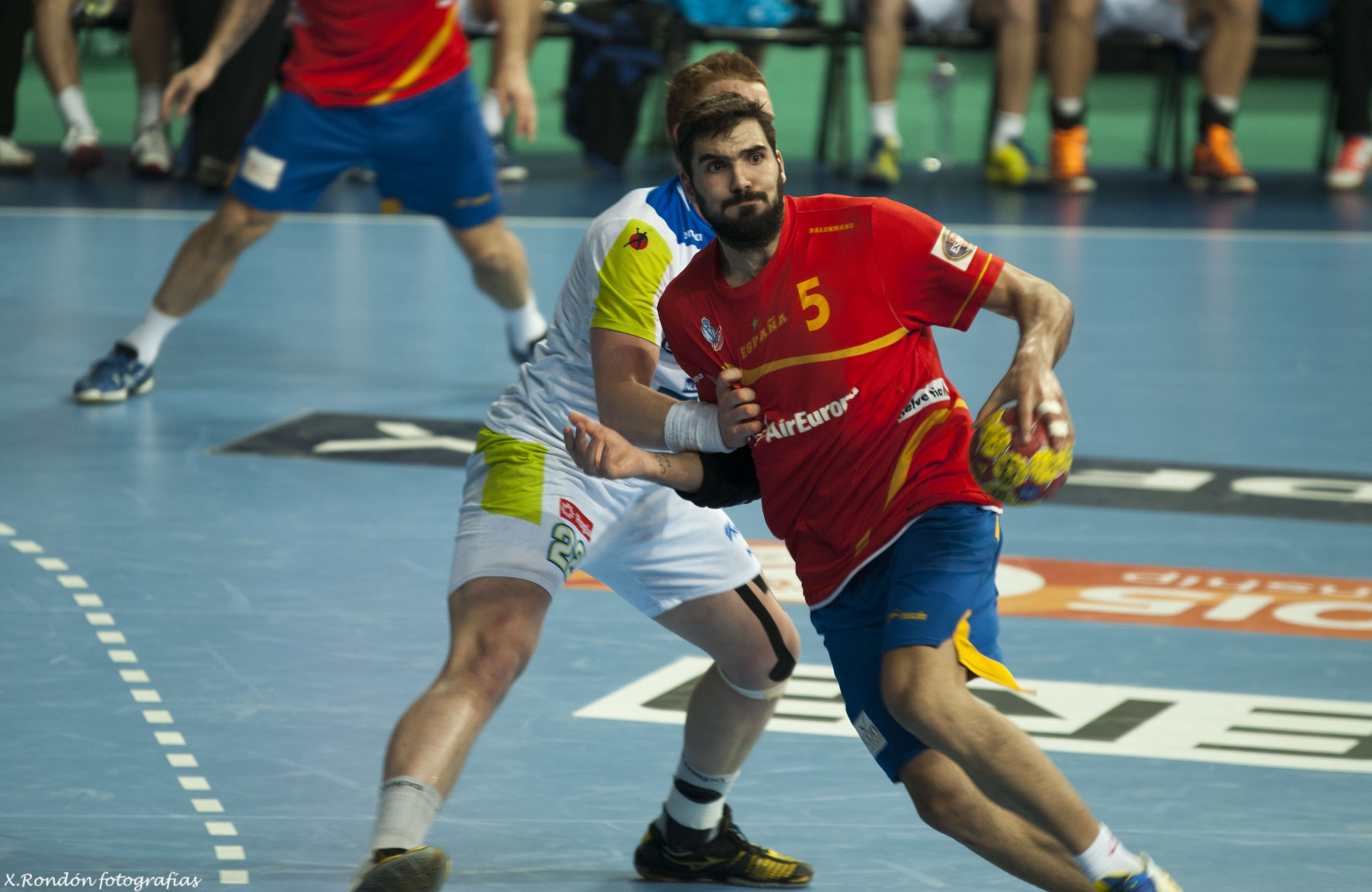
Jorge Maqueda bei der Weltmeisterschaft 2013

Bereits am 15. Juni 2007 wurde er erstmals in das Aufgebot der spanischen Nationalmannschaft berufen. Mit dieser Auswahl nahm er an der Weltmeisterschaft 2011 (3. Platz) teil, an der Europameisterschaft 2012 (4. Platz), an den Olympischen Spielen 2012 (7. Platz), der Weltmeisterschaft 2013 (1. Platz), der Europameisterschaft 2014 (3. Platz), der Weltmeisterschaft 2015 (4. Platz), der Europameisterschaft 2016 (2. Platz), der Europameisterschaft 2020 (1. Platz), der Weltmeisterschaft 2021 (3. Platz), an den Olympischen Spielen 2021 (3. Platz) und der Europameisterschaft 2022 (2. Platz). Mit der spanischen Auswahl zur Weltmeisterschaft 2023 gewann er die Bronzemedaille, er nahm auch teil an der Europameisterschaft 2024 (10. Platz). Mit der spanischen Olympiamannschaft 2024 gewann er zuletzt die Bronzemedaille bei den Olympischen Spielen.
Bei der Europameisterschaft 2020 wurde er in das All-Star-Team gewählt.
Nach den Olympischen Spielen 2024 erklärte Maqueda seinen Rücktritt aus der Nationalmannschaft. Er bestritt von 2007 bis 2024 insgesamt 213 Länderspiele, in denen er 512 Tore warf, und gewann mit der Auswahl der RFEBM zehn Medaillen bei internationalen Großwettbewerben für Spanien.

## Erfolge
Nationalmannschaft
- 3. Platz Weltmeisterschaft 2011
- 1. Platz Weltmeisterschaft 2013
- 3. Platz Europameisterschaft 2014
- 2. Platz Europameisterschaft 2016
- 1. Platz Europameisterschaft 2020
- 3. Platz Weltmeisterschaft 2021
- 3. Platz Olympische Spiele 2021
- 2. Platz Europameisterschaft 2022
- 3. Platz Weltmeisterschaft 2023
- 3. Platz Olympische Spiele 2024

Vereine
- 1. Platz nordmazedonische Meisterschaft 2016
- Sieger nordmazedonischer Pokalwettbewerb 2016
- 1. Platz nordmazedonische Meisterschaft 2017
- Sieger nordmazedonischer Pokalwettbewerb 2017
- Sieger der EHF Champions League 2017
- Sieger ungarischer Pokalwettbewerb 2021
- 1. Platz SEHA-Liga 2021
- Sieger ungarischer Pokalwettbewerb 2022
- Sieger Trophée des Champions 2023
- Sieger der Coupe de France 2023
- Sieger der Coupe de France 2024

## Sonstiges
Jorge Maqueda heiratete im Jahr 2017 die spanische Handballspielerin Macarena Aguilar.